# 马尔堡图片索引
艺术和建筑图片索引（德語：Bildindex der Kunst und Architektur，也称马尔堡图片索引（英語：Marburg Picture Index）），是一个开放的在线数据库，包含170万件艺术品和建筑物的220万张相片。该数据库的所有者和运营者是德国艺术史文献中心（German Documentation Center for Art History），正式名称是“马尔堡图片档案”（德語：Bildarchiv Foto Marburg）。
数据库除自有图片外，在线上还提供50个合作机构的超过100万张图片可供查看。数据库收录的图片并非都限定在德国范围。1977年至2008年间，马尔堡图片档案在缩微胶片上提供了来自15个不同机构的140万张照片，作为“Marburger指数 - 德国艺术名单”。这些缩微胶片的数字化复制品现在构成了图片索引的基础。